# Mes copines et moi

Mes copines et moi (Freche Mädchen) est un film allemand réalisé par Ute Wieland (de) et sorti en 2008. Basé sur la série de livres pour la jeunesse Freche Mädchen – freche Bücher (de), il a été produit par Constantin Film et tourné à Cologne, Munich et Wuppertal et est sorti le 17 juillet 2008 en Allemagne et le 22 août de la même année en Autriche. Il a pour suite le film Mes copines et moi 2, sorti le 5 août 2010 dans les cinémas allemands.

## Synopsis
Trois amies adolescentes vivent leurs premières amours.

## Distribution
- Emilia Schüle : Mila
- Selina Shirin Müller (de) : Hanna
- Henriette Nagel (de) : Kati